# Острув (Бродницький повіт)
Острув (пол. Ostrów, нім. Osterwiese) — село в Польщі, у гміні Сведзебня Бродницького повіту Куявсько-Поморського воєводства.
Населення — 73 особи (2011).
У 1975-1998 роках село належало до Торунського воєводства.

## Демографія
Демографічна структура станом на 31 березня 2011 року:
|          | Загалом | Допрацездатний вік | Працездатний вік | Постпрацездатний вік |
| -------- | ------- | ------------------ | ---------------- | -------------------- |
| Чоловіки | 37      | 9                  | 22               | 6                    |
| Жінки    | 36      | 8                  | 20               | 8                    |
| Разом    | 73      | 17                 | 42               | 14                   |